# Языки VOS
Языком VOS (англ. Verb-Object-Subject language) в лингвистической типологии называют такой язык, в котором базовым порядком составляющих (также употребляется термин «базовый порядок слов») является порядок «сказуемое — объект — подлежащее». Термины «подлежащее» (англ. subject) и «объект» (англ. object) в данном случае используются не строго, но для обозначения агентивного и пациентивного участников ситуации.
Для определения базового порядка составляющих используются следующие критерии: прагматическая (а также фонетическая, морфологическая и синтаксическая) нейтральность и частотность в корпусах текстов. Кроме того, предложения из выборки, на основе которой делается вывод, должны быть синтаксически независимыми (а не придаточными), декларативными (повествовательными) и содержащими полные аргументные именные группы (а не местоимения, при которых порядок может отличаться). Подробнее см. статью Типология порядка слов.

## Языки с базовым порядком VOS
В выборке из 1377 языков на карте Всемирного атласа языковых структур 81A представлено 25 языков с базовым порядком VOS, которые встречаются в Океании и Америке, а также на Мадагаскаре и на Малайском архипелаге. Примерами таких языков могут служить язык вари (Южная Америка), язык тоба (Суматра), язык кирибати (Микронезия). Например, в ниасском языке (Индонезия, остров Ниас):
| (1) | man-uri              | zawi | Vasui |
|     | держит               | скот | Фасуи |
|     | V                    | O    | S     |
|     | 'Фасуи держит скот'. |      |       |

В малагасийском языке (Мадагаскар):
| (2) | Mamaky                  | 'boky | [ny  | mpianatra]. |
|     | читает                  | книга | [DEF | студент]    |
|     | V                       | O     | S    |             |
|     | 'Студент читает книгу'. |       |      |             |

Или в какчикельском языке (Гватемала):
| (3) | Xupaxij                  | b’ojoy | achin   |  |
|     | разбил                   | горшок | мужчина |  |
|     | V                        | O      | S       |  |
|     | 'Мужчина разбил горшок'. |        |         |  |

Несмотря на то, что процент языков VOS от общего числа проанализированных идиомов очень мал, нельзя утверждать, что в исследовании представлены все существующие языки с таким базовым порядком: какие-то языки могли быть неточно атрибутированы, другие просто не вошли в выборку. Кроме того, в языках с относительно свободным порядком слов возможны синтаксические конструкции, предусматривающие такое расположение составляющих, например, рус. 'Видала виды эта леди!'

## VOS и другие порядки и типологии
Не для всех языков можно однозначно определить базового порядка составляющих, поэтому во Всемирном атласе языковых структур существует отдельная карта для языков, в которых выделяются два доминирующих порядка. Из пяти групп порядок VOS задействован в двух: VSO или VOS (14 языков) и SVO или VOS (8 языков). К первым относят, к примеру,фиджийский язык (Фиджи) и язык мовима (Боливия), среди вторых можно отметить язык тоба (Суматра) и Лакандонский язык (Мексика). Такая типология ещё менее точна ввиду очевидного увеличения количества различий между языками, попадающими в один класс.

Кроме того, следует упомянуть альтернативные классификации языков, также проведенные М. Драйером: типологии порядка глагола и субъекта и типологии порядка глагола и объекта. Согласно первой классификации языки VOS относятся к типу VS (то есть с постпозицией субъекта) представленном в выборке Всемирного атласа языковых структур значительно реже, чем тип с препозицией субъекта — соотношение 194/1193. Если говорить о второй из названных классификаций, то она определяет языки VOS как языки правого ветвления VO, которые, по данным атласа, настолько же частотны, как и языки левого ветвления OV.

### на русском языке
- Журинская М. А. Типологическая классификация языков (рус.) // Лингвистический энциклопедический словарь. Гл. ред. В. Н. Ярцева.. — М.: Советская энциклопедия, 1990. — С. 511—512.

### на английском языке
- Dryer, Matthew S. Order of Object and Verb (англ.) // Dryer, Matthew S. & Haspelmath, Martin (eds.) The World Atlas of Language Structures Online. — Leipzig: Max Planck Institute for Evolutionary Anthropology, 2013a.
- Dryer, Matthew S. Order of Subject and Verb (англ.) // Dryer, Matthew S. & Haspelmath, Martin (eds.) The World Atlas of Language Structures Online. — Leipzig: Max Planck Institute for Evolutionary Anthropology, 2013b.
- Dryer, Matthew S. Order of Subject, Object and Verb (англ.) // Dryer, Matthew S. & Haspelmath, Martin (eds.) The World Atlas of Language Structures Online. — Leipzig: Max Planck Institute for Evolutionary Anthropology, 2013c.
- Greenberg, Joseph H. Some Universals of Grammar with Particular Reference to the Order of Meaningful Elements (англ.) // Greenberg, Joseph H. (ed.), Universals of Human Language. — Cambridge, Mass: MIT Press., 1963. — С. 73—113.